# Вылсан (приток Арджеша)
Вылса́н (рум. Vâlsan) — небольшая река на юге Румынии, левый приток реки Арджеш. Протекает по территории жудеца Арджеш. Длина реки — 84,6 км, площадь бассейна — 358 км².

## Экология
Река интересна в первую очередь тем, что является единственным местом обитания окуня-подкаменщика
(Romanichthys valsanicola), исчезающей реликтовой рыбы семейства окуневых. Редкий вид обитает на километровом участке близ деревни Брэдету.